# آرتور هنریکه (بازیکن فوتبال، زاده ۱۹۸۷)
آرتور هنریکه (انگلیسی: Arthur Henrique؛ زادهٔ ۱۴ ژانویهٔ ۱۹۸۷) بازیکن فوتبال اهل برزیل است.
از باشگاه‌هایی که در آن بازی کرده‌است می‌توان به باشگاه فوتبال بوتو پلوودیو، باشگاه ورزشی ناسیونال، و باشگاه فوتبال لوکرن اوست والاندرن اشاره کرد.